# Fish Hawk
Fish Hawk är en ort (CDP) i Hillsborough County, i delstaten Florida, USA. Enligt United States Census Bureau har orten en folkmängd på 14 087 invånare (2010) och en landarea på 42 km².